# Diocesi di Nanterre
La diocesi di Nanterre (in latino Dioecesis Nemptodurensis) è una sede della Chiesa cattolica in Francia suffraganea dell'arcidiocesi di Parigi. Nel 2021 contava 972.380 battezzati su 1.623.140 abitanti. È retta dal vescovo Matthieu Rougé.

## Territorio
La diocesi comprende il territorio del dipartimento francese degli Hauts-de-Seine.
Sede vescovile è la città di Nanterre, dove si trova la cattedrale dei Santi Genoveffa e Maurizio.
Il territorio si estende su 176 km² ed è suddiviso in 78 parrocchie, raggruppate in 9 decanati.

## Storia

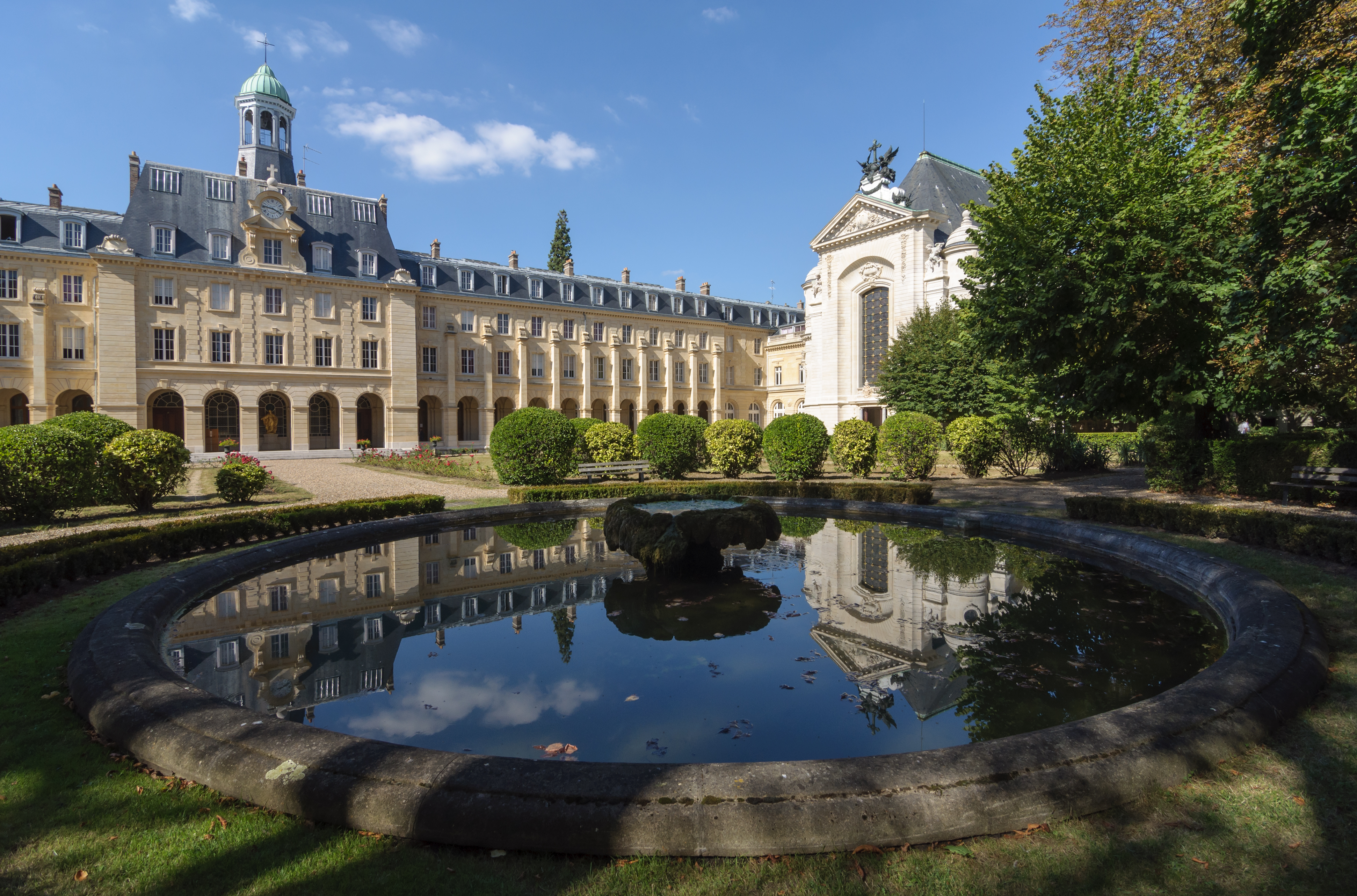
Il seminario interdiocesano di Issy-les-Moulineaux visto dai giardini.

La diocesi è stata eretta il 9 ottobre 1966 con la bolla Qui volente Deo di papa Paolo VI; la maggior parte del territorio (corrispondente a 27 comuni) fu ricavato da quello dell'arcidiocesi di Parigi, mentre una minima parte (corrispondente a 9 comuni) fu detratto dalla diocesi di Versailles. La nuova diocesi, suffraganea dell'arcidiocesi di Parigi, corrisponde al dipartimento degli Hauts-de-Seine, creato con la legge del 10 luglio 1964.
Nel territorio diocesano, a Issy-les-Moulineaux, si trova il seminario di San Sulpizio, eretto da Jean-Jacques Olier fondatore della Compagnia dei Sacerdoti di San Sulpizio nel XVII secolo; lo stabile funge da seminario interdiocesano per molte delle diocesi del nord della Francia.

## Cronotassi dei vescovi
Si omettono i periodi di sede vacante non superiori ai 2 anni o non storicamente accertati.
- Jacques Marie Delarue † (9 ottobre 1966 - 23 agosto 1982 deceduto)
- François-Marie-Christian Favreau † (8 settembre 1983 - 18 giugno 2002 dimesso)
- Gérard Antoine Daucourt (18 giugno 2002 - 14 novembre 2013 dimesso)
- Michel Aupetit (4 aprile 2014 - 7 dicembre 2017 nominato arcivescovo di Parigi)
- Matthieu Rougé, dal 5 giugno 2018

## Statistiche
La diocesi nel 2021 su una popolazione di 1.623.140 persone contava 972.380 battezzati, corrispondenti al 59,9% del totale.
| anno | popolazione | popolazione | popolazione | presbiteri | presbiteri | presbiteri | presbiteri                | diaconi | religiosi | religiosi | parrocchie |
| anno | battezzati  | totale      | %           | numero     | secolari   | regolari   | battezzati per presbitero | diaconi | uomini    | donne     | parrocchie |
| ---- | ----------- | ----------- | ----------- | ---------- | ---------- | ---------- | ------------------------- | ------- | --------- | --------- | ---------- |
| 1970 | 1.300.000   | 1.470.540   | 88,4        | 552        | 453        | 99         | 2.355                     |         | 190       | 1.529     | 73         |
| 1980 | 1.225.000   | 1.436.000   | 85,3        | 357        | 248        | 109        | 3.431                     | 3       | 199       | 1.150     | 117        |
| 1990 | 1.189.000   | 1.435.000   | 82,9        | 369        | 243        | 126        | 3.222                     | 6       | 211       | 750       | 117        |
| 1999 | 950.000     | 1.410.000   | 67,4        | 324        | 179        | 145        | 2.932                     | 24      | 236       | 696       | 80         |
| 2000 | 963.000     | 1.430.000   | 67,3        | 330        | 186        | 144        | 2.918                     | 30      | 231       | 691       | 80         |
| 2001 | 950.000     | 1.410.000   | 67,4        | 346        | 193        | 153        | 2.745                     | 30      | 262       | 687       | 80         |
| 2002 | 950.000     | 1.410.000   | 67,4        | 330        | 188        | 142        | 2.878                     | 33      | 208       | 520       | 80         |
| 2003 | 857.000     | 1.428.881   | 60,0        | 281        | 169        | 112        | 3.049                     | 33      | 142       | 505       | 80         |
| 2004 | 857.000     | 1.428.881   | 60,0        | 263        | 151        | 112        | 3.258                     | 36      | 142       | 430       | 80         |
| 2013 | 945.000     | 1.561.745   | 60,5        | 283        | 172        | 111        | 3.339                     | 51      | 178       | 387       | 83         |
| 2016 | 950.463     | 1.586.434   | 59,9        | 272        | 183        | 83         | 3.494                     | 49      | 152       | 358       | 81         |
| 2019 | 971.000     | 1.620.776   | 59,9        | 258        | 176        | 82         | 3.763                     | 57      | 164       | 295       | 81         |
| 2021 | 972.380     | 1.623.140   | 59,9        | 260        | 169        | 91         | 3.739                     | 63      | 173       | 256       | 78         |